# Roman von Ungern-Sternberg

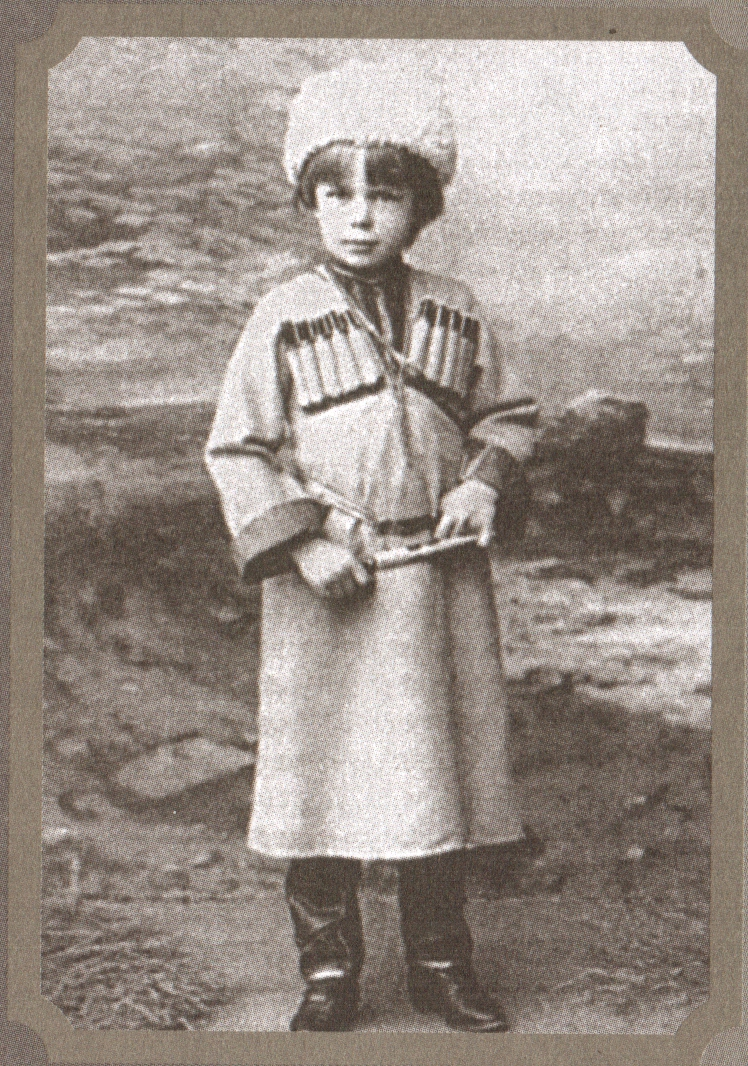
von Ungern-Sternberg w dzieciństwie

Roman Nicolaus von Ungern-Sternberg (ros. Роман Фёдорович фон Унгерн-Штернберг, Roman Fiodorowicz fon Ungern-Szternberg; ur. 10 stycznia 1886 w Grazu, zm. 15 września 1921 w Nowonikołajewsku) – rosyjski baron i generał, dowódca Azjatyckiej Dywizji Konnej na Dalekim Wschodzie.

## Życiorys

### Dzieciństwo i młodość

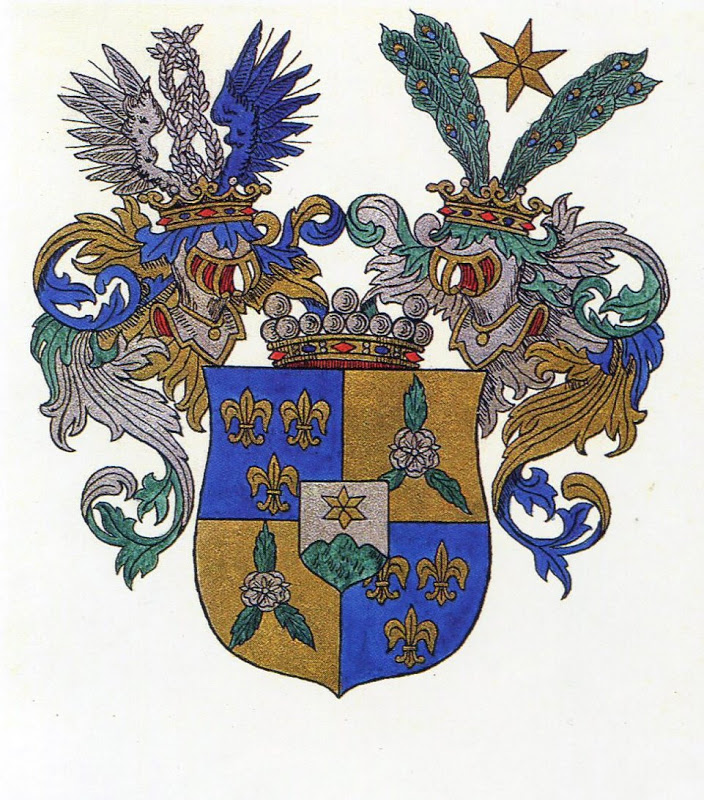
Herb Ungern-Sternbergów

Urodził się w Grazu, jako syn estońskiego Niemca Theodora von Ungern-Sternberga oraz Sophii Charlotty von Wimpffen. Gdy miał sześć lat rodzice wzięli rozwód, czego przyczyną mogła być postępująca choroba umysłowa ojca; mały Roman przeprowadził się wraz z matką do Rewla (dziś Tallinn).
W 1894 roku Sophie Charlotte wyszła ponownie za mąż, za barona Oskara von Hoyningen-Hüne, i przeniosła się wraz z Romanem do majątku nowego męża w Jerwakancie. Wedle świadectw szkolnych Roman miał „zły stosunek do ojczyma”.
Do piętnastego roku życia Ungern uczył się w domu po niemiecku, po czym został wysłany do gimnazjum nikołajewskiego w Rewlu. Nie zagrzał tam miejsca zbyt długo – usunięto go z powodu nagannego zachowania. Dzięki staraniom ojczyma został przyjęty do akademii morskiej w Petersburgu, gdzie utrwaliła się jego reputacja awanturnika i rozrabiaki.
W lutym 1905 roku został ponownie wyrzucony ze szkoły; nie chcąc wracać do majątku ojczyma zaciągnął się do wojska, by wziąć udział w wojnie rosyjsko-japońskiej. Wojskową dyscyplinę znosił lepiej i pod koniec wojny był już kapralem, odznaczonym medalem.
Po powrocie do Rosji w 1906 roku dostał się do Pawłowskiej Szkoły Wojskowej, kształcącej kadry oficerskie. Studiował logistykę, sztukę saperską oraz taktykę, jednocześnie zgłębiając wiedzę o buddyzmie i okultyzmie.

### Służba wojskowa
Ukończywszy studia ze średnią lokatą otrzymał propozycję służby w zachodniej Syberii, jednakże zamiast tego wybrał stacjonujący przy granicy z Mandżurią 1 Arguński Pułk Kozacki wojska zabajkalskiego. Jednostka stacjonowała w Daurii, leżącej na trasie kolei – prócz koszar i stacji znajdowało się tam niewiele domów.
Historyk Williard Sunderland opisuje panującą w miasteczku atmosferę:

Musztry, wyjazdy na patrole, eskortowanie (skazańców i osadników), wypady (na chińskich bandytów) i kolejne musztry, przerywane hazardem, pijaństwami, wyścigami konnymi, a wszystko to pośrodku dziczy, głównie w męskim towarzystwie. W oficerskich bibliotekach było niewiele książek. Miasta ze sklepami, teatrami lub burdelami były odległe o wiele dni drogi.

Ungern dość prędko popadł w konflikt z jednym z oficerów, co zakończyło się pojedynkiem – nie było reperkusji zdrowotnych dla żadnej ze stron, jednakże młody baron opuścił pułk. Dzięki wpływom rodziny dostał przydział do 1 Amurskiego Pułku Kozackiego, stacjonującego w pobliżu Błagowieszczeńska przy granicy z Chinami, na samym krańcu rosyjskiego Dalekiego Wschodu. Zanim wyjechał z Daurii założył się z oficerami, że „przejedzie czterysta wiorst do Błagowieszczeńska tylko konno, żywiąc się tym, co znajdzie po drodze”. Nie wiadomo jak długo jechał, ale zakład wygrał.
Nad Amurem służba była jeszcze nudniejsza niż w Daurii, mimo że angażował się w szereg zajęć – dostał przydział do oddziału karabinów maszynowych, był szefem komórki wywiadu, a także wodził patrole wzdłuż granicy mandżurskiej. Nie zarzucił również awanturniczych zachowań, o czym wzmianki znaleźć można w aktach służbowych.

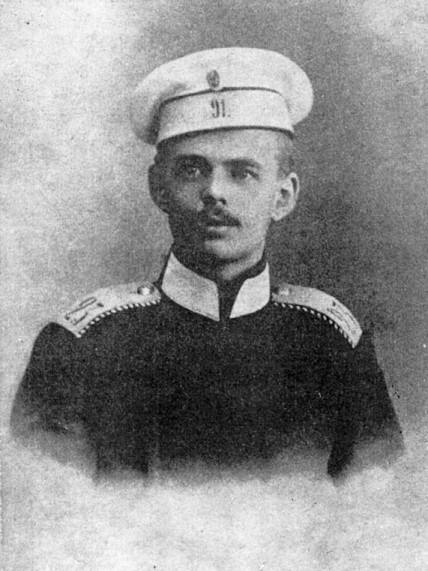
Roman von Ungern-Sternberg ubrany w mundur piechura-ochotnika jednego z pułków 23. Dywizji Piechoty Imperium Rosyjskiego

W 1911 roku wziął półroczny urlop i udał się w rodzinne strony. Po powrocie do pułku wziął udział w kolejnym pojedynku, który prawdopodobnie zaowocował wyrazistą (a później sławną) blizną na czole. 4 lipca 1913 roku przesłał do stolicy prośbę o przeniesienie do rezerwy. Nim odpowiedź dotarła do Błagowieszczeńska, Ungern ruszył w mongolski step, gdzie spędził kolejne miesiące – jesienią zwiedził Urgę, a gdy generalicja Imperium Rosyjskiego postanowiła przeszkolić mongolską armię, próbował zyskać przydział do rosyjskich garnizonów w Urdze lub Kobdo. Nie dostawszy zgody rozpoczął służbę jako kapitan nadetatowy w drugim z miast. Mając dużo wolnego czasu szkolił się w języku, a będąc poliglotą (znał niemiecki i rosyjski, wyniesione z domu, a także, jako arystokrata, francuski i angielski) szybko opanował go w stopniu zadowalającym.
Z przybyciem do Mongolii Ungern wiązał wielkie nadzieje – poznał obyczaje, religię i ludzi, jednakże zaledwie po kilku miesiącach musiał ją opuścić. W 1914 roku był z powrotem w Rewlu, bez pracy i perspektyw na przyszłość, żyjąc z oszczędności i dzięki pomocy rodziny.

#### I wojna światowa
Kiedy wybuchła I wojna światowa, został zmobilizowany już 19 lipca 1914 i przeniesiony do pułku nerczyńskiego wojska zabajkalskiego, który brał udział w krwawych walkach na froncie wschodnim.
Ungern wziął udział w marszu 2. Armii Samsonowa na Prusy, walczył pod Tannenbergiem, gdzie zginął jego kuzyn Friedrich von Ungern-Sternberg.

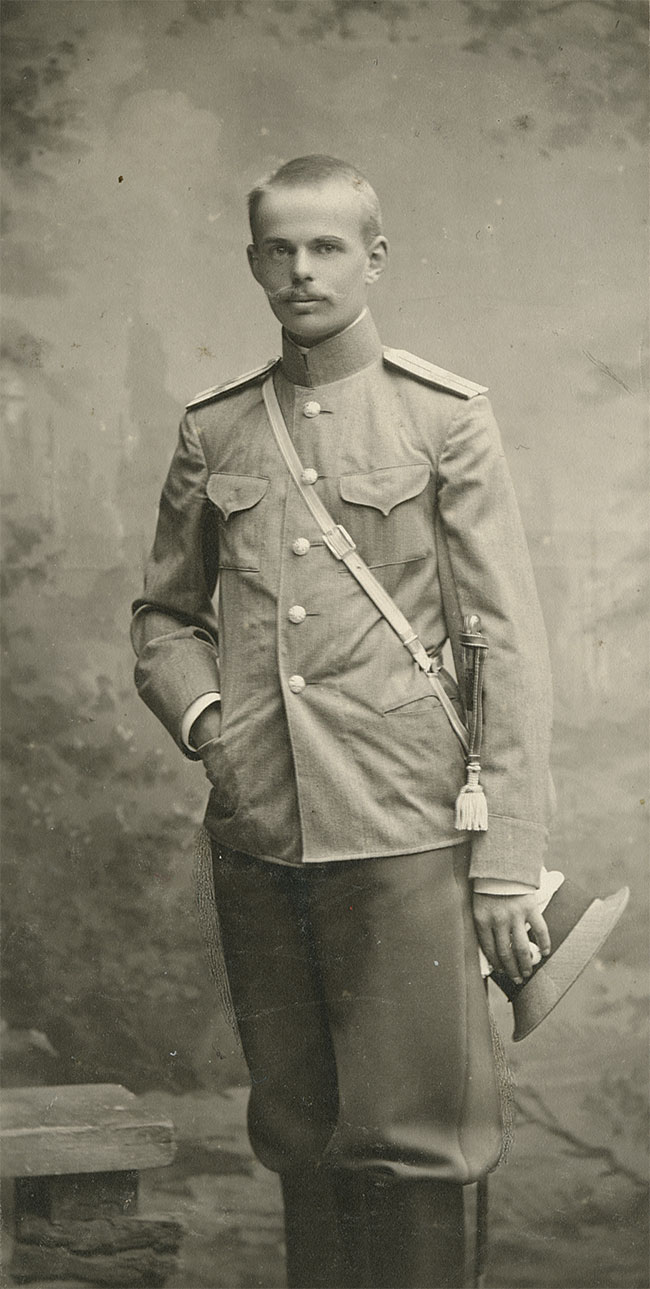
Roman von Ungern-Sternberg

Gdy siły niemieckie wkroczyły do krajów nadbałtyckich, rozpoczęła się wojna manewrowa. Ungern jako zapalony kawalerzysta i Niemiec doskonale sprawdzał się w rajdach na tyły przeciwnika oraz misjach zwiadowczych. Za przeprowadzenie zwiadu pozycji nieprzyjaciela 22 września 1914 „w odległości zaledwie stu-stu pięćdziesięciu metrów od niemieckich okopów, pod silnym ogniem karabinowym i artyleryjskim” otrzymał Order Świętego Jerzego IV klasy. W ciągu dwóch pierwszych lat wojny został odznaczony jeszcze czterokrotnie, w tym Orderem Św. Anny.
W latach 1914–1916 walczył w Prusach Wschodnich, Galicji i Karpatach, gdzie trafił pod komendę gen. Piotra Wrangla. We wrześniu 1916 roku otrzymał awans na podesauła wojsk kozackich oraz dowództwo nad sotnią. Mimo awansu jego zachowanie nie uległo zmianie i 22 października, przebywając na urlopie w Czerniowcach, wdał się w awanturę w hotelu „Czarny Orzeł”, czego efektem było okaleczenie adiutanta komendanta miasta, Zagorskiego; sąd wojskowy 8. Armii, pod wrażeniem przeszłości wojennej Ungerna oraz dzięki wstawiennictwu Wrangla, skazał go na karę zaledwie dwóch miesięcy więzienia.

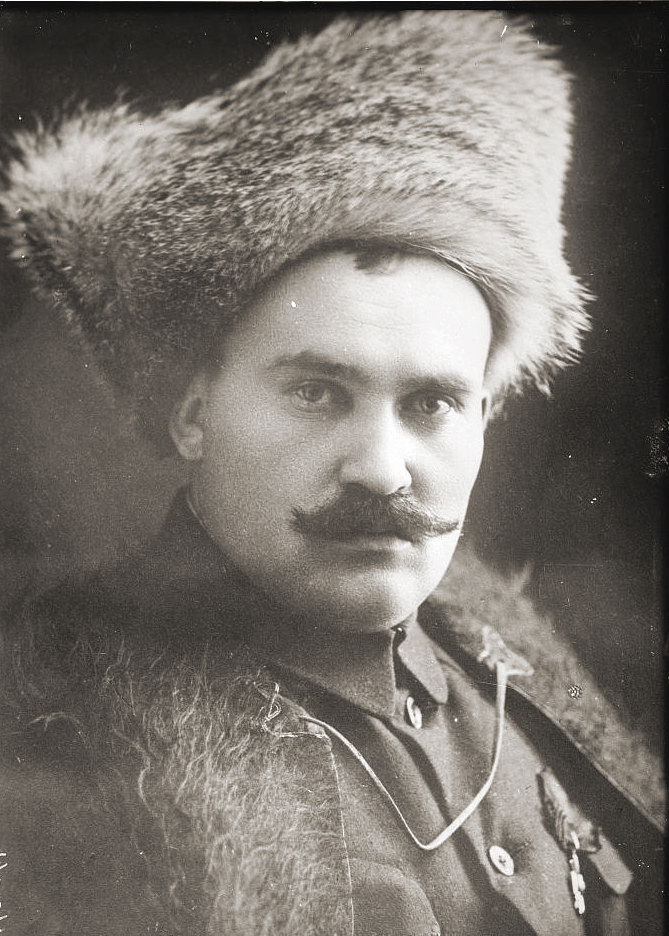
Ataman Grigorij Siemionow

Po odbyciu kary Ungern trafił do rezerwy, jednak oddalenie od frontu zaczęło mu prędko doskwierać i niezwłocznie załatwił sobie przeniesienie do Władywostoku. Powrócił do walki na froncie kaukaskim, gdzie poznał człowieka, który znacznie wpłynął na jego dalsze losy – Grigorija Siemionowa. Obu skierowano w góry otaczające jezioro Urmia w Persji, gdzie wojska rosyjskie potykały się z Turkami. Tamże mieli możność obcować z jednym z większych okrucieństw tej wojny – eksterminacją chrześcijańskich Asyryjczyków przez wojska tureckie oraz kurdyjskich bojowników.
Ungern chciał z nich uczynić żołnierzy, którzy tym chętniej walczyliby z wrogiem, jednakże pomysł ten nigdy nie wszedł w życie. Zainspirował on jednak Siemionowa do werbowania ludzi Wschodu.

#### Rosyjska wojna domowa
Nie jest pewne, gdzie przebywał von Ungern między marcem a listopadem 1917 roku – wiadomo, iż udał się z Siemionowem na Zabajkale. Tuż po bolszewickim przewrocie w Piotrogrodzie obaj trafili do Daurii, gdzie rozpoczęli przekształcanie miasta w centrum antykomunistycznego oporu. Siemionowowi udało się zjednać buriacką starszyznę i zwerbować, co prawda na papierze, sześciuset wojowników. Faktyczny stan „oddziału” wynosił zaledwie ośmiu ludzi, wliczając dowódców.
W tym czasie, w leżącym niedaleko Daurii mandużurskim Manzhouli wybuchł bunt rosyjskiego garnizonu, którego przywódcy natychmiast powołali rewolucyjne trybunały i rozpoczęli sądzenie oficerów oraz urzędników kolejowych. Generał-major chińskich sił, Gan, dostał rozkaz rozbrojenia buntowników, jednakże uważając, iż ma za mało ludzi, nie uczynił tego. Wówczas pojawił się Siemionow, który zaproponował pomoc. Zawiadowca stacji rozkazał wysłać pociąg do Daurii po wyimaginowany pułk, a naprawdę pojechał nim posłaniec do Ungerna, rozkazujący mu zwerbowanie jak największej ilości ludzi. Ten ostatni, w towarzystwie jednego kozaka udał się do dowódcy milicji chroniącej kolej, kapitana Stiepanowa i zażądał od niego pomocy w rozbrojeniu garnizonu. Stiepanow, usłyszawszy, iż mają tego dokonać we trzech roześmiał się i zapowiedział, że idzie do domu. Ungern uderzył go pochwą od szabli i zastraszył. Następnie wszyscy ruszyli do Manzhouli, gdzie w kilka godzin rozbroili zbuntowanych żołnierzy, i zapędzili liczący 1500 osób oddział do transportu, który miał zabrać ich na tereny opanowane przez bolszewików. Ta akcja przysporzyła obu dowódcom sławy i poparcia Chińczyków oraz Białych, a także przyciągnęła nowych ludzi do oddziału.
W sylwestra 1917 roku Siemionow na czele swoich ludzi z Ungernem w straży przedniej wkroczył na terytorium Rosji, rozpoczynając walkę partyzancką. 12 stycznia zajęli osiedle Ołowianna, gdzie zdobyli zapasy amunicji, jednak prędko odparła ich Czerwona Gwardia. W połowie stycznia mieli w swoim władaniu ponad 300 kilometrów drogi żelaznej, jednak prędko kończyły się im zapasy. Aby poprawić sytuację aprowizacyjną, Ungern unieszkodliwił bolszewicki garnizon w rosyjskiej dzielnicy Hailaru, mając trzykrotnie mniej żołnierzy.
Siemionow starał się w międzyczasie zwerbować więcej żołnierzy mniejszości etnicznych – w tym celu nawiązał kontakt z Bargutami oraz Karaczenami, których udało mu się pojednać w 1917, dzięki pomocy Chińczyków. Nowym oddziałem, liczącym około 250 ludzi, dowodził Ungern. Parę dni po wydarzeniach z Hailaru podporządkował wraz z nowymi podwładnymi stację kolejową w Bugt. Coraz bardziej zaniepokojone władze chińskie postanowiły zastawić na barona pułapkę – dowódca garnizonu zaprosił go na obiad, a następnie uwięził. Rozzłoszczony Siemionow ponownie uciekł się do fortelu – zbudowawszy fałszywy pociąg pancerny z makietą haubicy, postraszył nim chińskiego dowódcę, który czym prędzej uwolnił barona i jego ludzi.
W lutym tego samego roku Ogólnosyberyjski Zjazd Rad mianował Siergieja Łazę dowódcą frontu zabajkalskiego rozkazując mu wyparcie sił Siemionowa. Bolszewicy mieli znaczną przewagę liczebną, przez co łatwo zmusili białych do opuszczenia zdobytych ledwie miesiąc wcześniej miast. Przed całkowitą klęską uratowała ich interwencja chińskiej armii, która wymusiła zawieszenie broni, chcąc przeciwdziałać rozlaniu się konfliktu na tereny Mandżurii. Tam też wycofali się Ungern i Siemionow. Pierwszy z nich następne miesiące spędził w pociągach – najwięcej pracy przyszło mu wykonać w Harbinie, gdzie negocjował poparcie różnych frakcji i organizował uzbrojenie. Z listów do Siemionowa można wywnioskować, iż takie zajęcie bardzo go irytowało. Siemionow w tym czasie starał się pozyskać wsparcie logistyczne Japończyków, Francuzów i Brytyjczyków.
W marcu 1918 Mandżurski Oddział Specjalny ponownie wkroczył na Zabajkale i wznowił działania zbrojne. 13 lipca oddział ruszył z desperacką pomocą dla przedzierającego się na wschód Korpusu Czechosłowackiego. Po kilku dniach zajadłych walk biali zostali odparci i musieli uchodzić. W pobliżu Manzhouli wojsko Siemionowa zostało niemal doszczętnie wyrżnięte, głównie wskutek zdrady jednego z oficerów. Dzięki krótkiemu zawieszeniu broni, wynegocjowanemu przez władze chińskie, Oddział Specjalny uniknął całkowitej eksterminacji i uciekł w głąb Mandżurii, by przegrupować się w Hailarze.

### Baron Daurii
W sierpniu tego samego roku Ungern i Siemionow na czele ponad 10 tysięcy żołnierzy, ze wsparciem Czechów i Japończyków, powrócili na Zabajkale i całkowicie wyparli czerwonych. We wrześniu Siemionow, z kwatery głównej w Czycie, władał całym Zabajkalem – wraz z nim przybyła armia japońska, obsadzając linie kolejowe i posterunki żołnierzami. Prócz nich pojawił się kontyngent Ententy składający się z Amerykanów, mających umożliwić ucieczkę Korpusowi Czechosłowackiemu i krzyżować posunięcia bolszewików. Ungern został mianowany komendantem Daurii oraz awansowany na generała majora.
Baron był bezlitosny dla bolszewików lub podejrzanych o sprzyjanie bolszewikom czy innym frakcjom rewolucyjnym, przez co zyskał tytuł Krwawego Barona. Peking and Tientsin Times z 25 stycznia 1919 roku opisał sytuację, podczas której sześciu powracających z Irkucka kupców chińskich zostało oskarżonych o bycie „pierwszą grupą bolszewickich emisariuszy”, po czym odebrano im sześć i pół miliona rubli. Ludzie von Ungerna często okaleczali bogatszych podróżnych, obcinając palce z pierścionkami. Zrabowane w ten sposób dobra przesyłane były do agenta w Harbinie, a zarobione ze sprzedaży pieniądze służyły do zakupu zaopatrzenia. Dauria służyła także jako obóz tortur i egzekucji nad więźniami pochwyconymi w potyczkach z czerwonymi – na wschodzie znana była jako „szubienica Syberii”.
W lutym i marcu 1919 roku odbyły się dwa kongresy, w Daurii i Czycie, poświęcone utworzeniu tzw. „Wielkiej Mongolii”, marionetkowego państwa pod przewodnictwem Japonii. Udział w nich wzięli Siemionow, Ungern, przedstawiciele ludów Mongolii Wewnętrznej, Buriatów i Bargutów. Tamże wybrali premiera nowego państwa i wysłali przedstawiciela na Paryską konferencję pokojową. Plany kongresu spełzły na niczym – w obradach wzięło udział tylko 16 reprezentantów, z czego ani jeden nie był z Mongolii Zewnętrznej, zaś delegaci na konferencję nie zdołali niczego wskórać, ku wielkiej uciesze Ungerna, przeciwnika wszystkich postanowień obu spotkań. 16 marca Japonia zabroniła swoim obywatelom jakiegokolwiek wspomagania ruchów panmongolskich.
3 września w Daurii doszło do rzezi, podczas której 500 wojowników księcia Fushengge z Mongolii Wewnętrznej wymordowało rosyjskich oficerów, rozbroiło ich buriackich współtowarzyszy i przechwyciło pociąg pancerny. Przez dwa dni miasto było areną zmagań, w efekcie których zginęli wszyscy buntownicy, z przywódcami na czele oraz wielu lojalnych baronowi Mongołów.

### Ekspedycja mongolska
W lecie 1920 roku Siemionow znalazł się w beznadziejnej sytuacji. Jesienią i zimą 1919 r. wojska admirała Aleksandra Kołczaka poniosły serię klęsk. W listopadzie admirał musiał opuścić swoją dotychczasową stolicę w Omsku, podczas ewakuacji na wschód koleją transsyberyjską został wydany przez żołnierzy Korpusu Czechosłowackiego w ręce eserowsko-mienszewickiego Centrum Politycznego w Irkucku, następnie przekazany bolszewikom i rozstrzelany 7 lutego 1920. W listopadzie 1920 r. na Krymie generał Wrangel ewakuował ostatnich żołnierzy Sił Zbrojnych Południa Rosji po przegranej obronie Perekopu. W tej sytuacji ataman rozkazał Ungernowi wkroczenie do Mongolii i utworzenie zalążka nowej armii. Od tego momentu drogi obu dowódców rozdzieliły się bezpowrotnie; baron odciął się od przegranej sprawy białych.
Ungern ruszył przez granicę na czele około tysiąca pięciuset ludzi, jednak w ciągu następnych paru miesięcy oddział powiększył się do około dwóch i pół tysiąca. Jądrem sił barona pozostawała odziedziczona po Siemionowie Azjatycka Dywizja Konna, podzielona na trzy pułki: kozacki, mongolsko-buriacki i tatarski; prócz tego należało do niej około 60 Japończyków obsługujących artylerię pod dowództwem Hira Yamy. W połowie września dołączyły do niej posiłki przesłane przez XIII dalajlamę Thubtena Gjaco w sile kilkuset wojowników.
26 października 1920 rozpoczął się zaplanowany na podstawie wróżb i przepowiadań przyszłości atak na Urgę – Ungern podzielił wojska na dwie części, obejmując dowództwo nad jedną, a drugą powierzając pułkownikowi Borysowi Riezuchinowi. Celem był Górny Majmaczen (chiń. 買賣城; pinyin Mǎimàichéng; dosł. „miasto handlowe”). Ta ofensywa i kolejna, wykonana 5 dni później, spełzły na niczym. Wojska wycofały się do Zam Kuren, leżącego około dwustu pięćdziesięciu kilometrów od miasta, gdzie rozbiły obóz.
Zima nadeszła dość prędko, zaś żołnierze nie posiadali odpowiedniej odzieży, czego konsekwencją była wysoka śmiertelność, spotęgowana przez tyfus. Baron został zmuszony do otworzenia punktu medycznego, opiekę nad którym powierzył swojemu krajanowi, doktorowi Kligenbergowi. Klingenberg, zwolennik tężyzny fizycznej i doboru naturalnego, podsunął przełożonemu pomysł eliminacji słabych i niezdolnych do służby żołnierzy za pomocą trucizny, na co Ungern chętnie przystał.
Trudne warunki, głód oraz choroby rozluźniły dyscyplinę i przyczyniły się do licznych dezercji, niezwykle surowo karanych przez barona i jego katów – Rieziuchina, Burdokowskiego, Wiesiełowskiego i Sipajłowa. Mimo to liczebność wojska rosła z dnia na dzień, zasilana Mongołami, rosyjskimi zbiegami z terenów objętych wojną oraz wcielanymi siłą chłopami.
Regularnie wysyłane patrole i podjazdy utwierdziły rosnącego w siłę Ungerna, iż kolejny atak na Urgę musi się powieść. 18 stycznia 1921 roku przeprowadził wojska nad leżącą zaledwie 40 kilometrów od miasta rzekę Tuul gol. Starą mongolską metodą rozpalania nadmiernej liczby ognisk dodatkowo zgnębił spanikowanych Chińczyków, którzy przeceniali jego siły. Wstępny plan działań przewidywał odcięcie drogi karawanowej przez podjazd, aby główne siły mogły odciąć wschodnie okopy obrońców i z tej pozycji uderzyć rankiem na miasto; trzeci zagon miał przekroczyć góry i uwolnić Bogda Chana. Założeń nie udało się w pełni zrealizować, a większa część starć pełna była improwizacji i przypadków, jednak ostatecznie garnizon majmaczeński został zepchnięty do domów rosyjskich osadników. Kiedy bramy obwarowanej dzielnicy puściły, zaczęła się rzeź. Siły chińskie załamały się i ponad 2000 żołnierzy zbiegło. Po zakończeniu ataku żołnierze barona zajęli się plądrowaniem i niszczeniem miasta. – dopiero po trzech dniach wódz „surowo zabronił wszelkich rabunków i ciężko karze za najmniejsze nieposłuszeństwo”. Zakaz dotyczył wszystkich, prócz Żydów, gdyż „zdaniem [barona] Żydów nie broni żadne prawo”. Z 2000 chińskich niedobitków kazał Ungern sformować kolejną dywizję, którą siłą wcielił do swojego wojska.

### Chan stepu

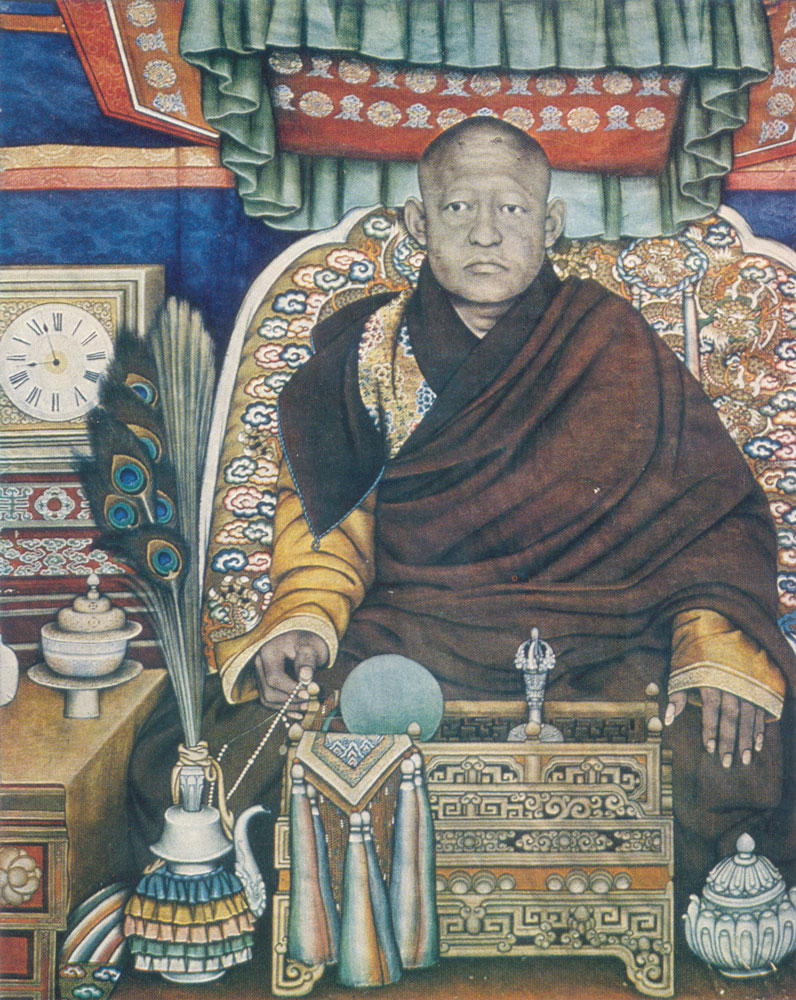
Bogda Chan (1869–1924)

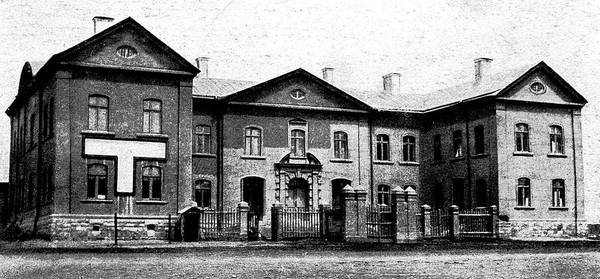
Budynek w Ułan Bator z którego Ungern uczynił swoją kwaterę główną

Po zakończeniu działań wojennych Ungern, lamowie i książęta przywieźli Bogda Chana z monastyru Mandzuszir chijd 21 lutego 1921 roku. Następnego dnia odbyła się ceremonia przywrócenia go na tron. Ungern, w dowód zasług, został uznany za inkarnację piątego bogd gegeena. Mongolia została proklamowana niezawisłą monarchią pod teokratyczną władzą Bogda Chana, zaś jej wyzwoliciel otrzymał tytuł „chana” (stricte grzecznościowy).
Ungern, chociaż poczynał sobie okrutnie z mieszkańcami Urgi oraz żołnierzami, wprowadził szereg usprawnień sanitarnych i logistycznych – wydał nakaz oczyszczania ulic, ożywił życie religijne oraz promował tolerancję międzykulturową; starał się nawet zreformować ekonomię.
Szacuje się, iż około 80 000 Mongołów przeciwstawiających się rządom „Szalonego Barona” zostało wymordowanych przez jego oddziały. Jeden z byłych żołnierzy Bogda Chana, Damdin Suche Bator, poprowadził mongolski nacjonalistyczny ruch przeciwników Ungerna, podczas gdy komuniści sformowali następną grupę.

### Porażka, schwytanie i egzekucja

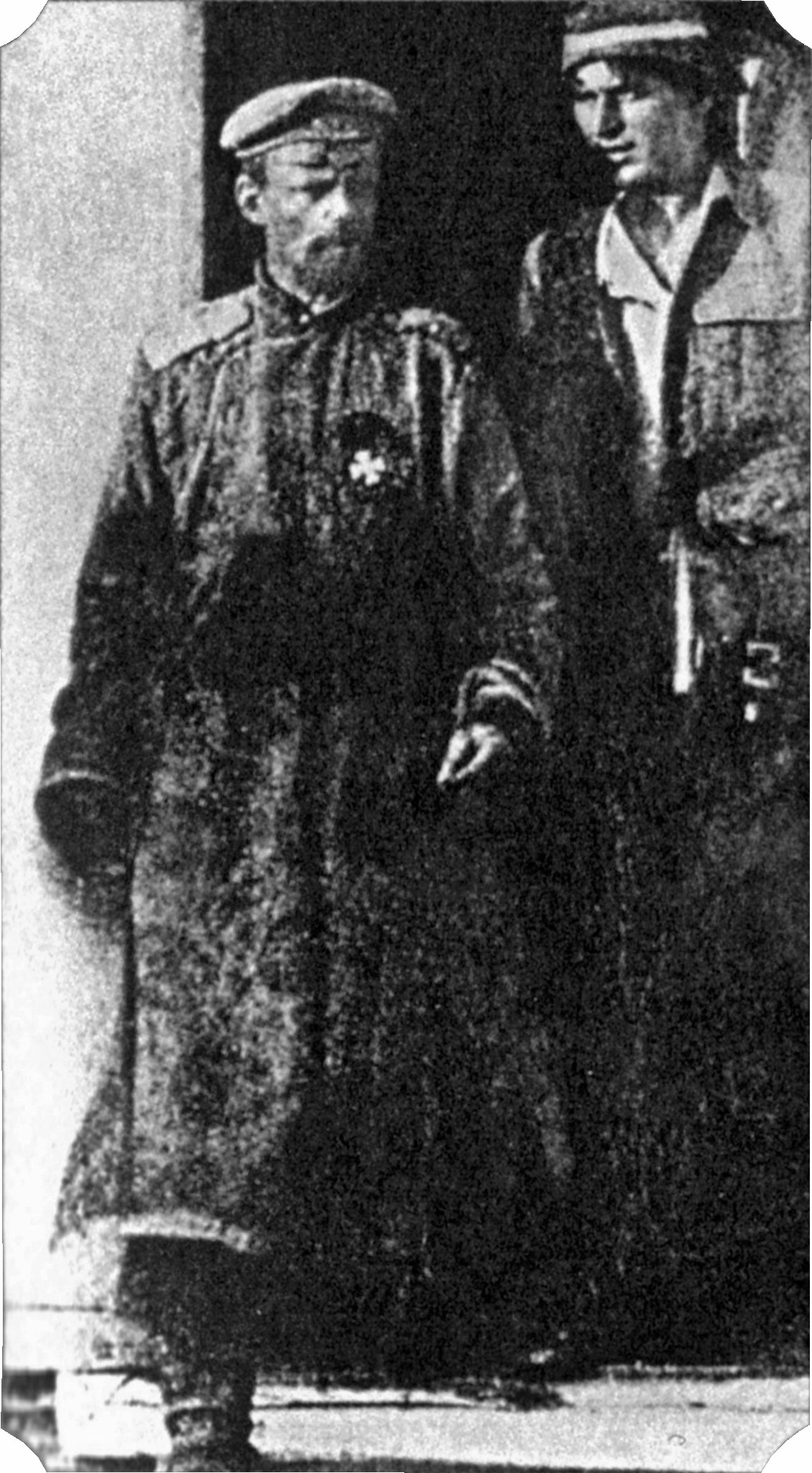
Ungern w 1921 roku

Bolszewicy rozpoczęli infiltrację Mongolii krótko po rewolucji październikowej 1917 roku, to jest na długo przed opanowaniem Zabajkala. W 1921 roku różne oddziały Armii Czerwonej wraz ze sprzymierzeńcami w postaci sowieckich państw marionetkowych rozpoczęły inwazję na Mongolię celem pokonania Ungerna. Wśród dowódców znalazł się również Suche Bator. Przed głównymi siłami posłano szpiegów i dywersantów, którzy mieli nękać i podkopywać morale ungernowskiego wojska. Baron sformował ekspedycję, aby uderzyć na nadciągające wojska. Wierząc w poparcie lokalne nie uzbroił odpowiednio swoich oddziałów, których liczebność była daleko niższa od napierającego agresora.
Na wiosnę Azjatycka Dywizja Konna została podzielona na dwie brygady – jedna pod wodzą Ungerna, druga Riezuchina. W maju jednostka tego drugiego dokonała rajdu przez granicę radziecką, na zachód od Selengi. Brygada Ungerna opuściła Urgę i powoli ruszyła w kierunku Troickosawska. W międzyczasie czerwoni posłali do Mongolii wiele oddziałów z różnych stron. Mieli przewagę w uzbrojeniu (samochody pancerne, samoloty, kolej, kanonierki, amunicję i nieprzebrane ilości rekrutów) – widoki na zwycięstwo były ogromne. Ungern został pokonany w kilku starciach między 11 a 13 czerwca i nie udało mu się zdobyć Troickosawska. Następnie bolszewicy w towarzystwie Czerwonych Mongołów wkroczyli do Urgi i opanowali ją po kilku małych potyczkach z gwardią barona.

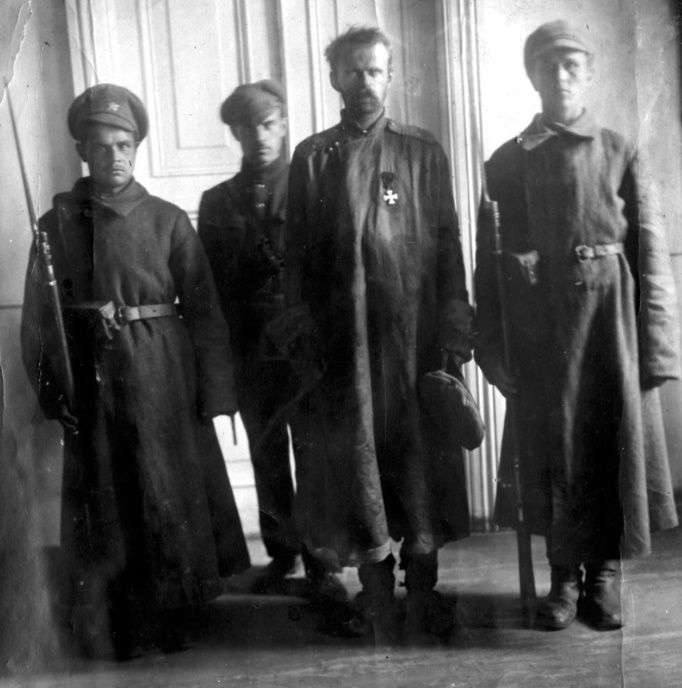
Ungern przed egzekucją

Mimo zdobycia stolicy 6 czerwca 1921 roku bolszewikom nie udało się pokonać głównych sił Azjatyckiej Dywizji Konnej. Ungern przegrupował się i próbował najechać Zabajkale przez granicę rosyjsko-mongolską. Aby podnieść morale wojska powoływał się na domniemaną pomoc Siemionowa oraz Japończyków – żadna ze stron nie była chętna do takiego wsparcia. Wreszcie, 18 lipca, wojska barona przeszły granicę radziecką. Wedle Kamila Giżyckiego Ungern mógł dysponować tylko 3000 ludzi – mimo to udało mu się wejść w głąb terytorium przeciwnika, który wprowadził stan wojenny na terenach objętych niebezpieczeństwem (w tym we Wierchnieudyńsku, stolicy Buriacji). Siły „Szalonego Barona” zajęły wiele osad – najdalej wysuniętym na północ był Nowoselengińsk, zajęty 1 sierpnia. Ungern zdał sobie wreszcie sprawę, że jego kampania została źle zaplanowana; patrole doniosły mu także o zbliżaniu się dużego kontyngentu czerwonych. 2 sierpnia rozpoczął odwrót w kierunku Mongolii. Żołnierze barona chcieli uciec do Mandżurii i dołączyć do innych rosyjskich uchodźców, jednak przywódca miał inny pomysł – chciał dotrzeć do Tuwy i dalej do Tybetu. Podwładni zaczęli się buntować, a nawet układać plany zamordowania Ungerna i Riezuchina. 17 sierpnia udało im się zabić tego drugiego. Następnego dnia próbowali powalić i barona, jednak ten uszedł z obozu – Azjatycka Dywizja Konna przestała istnieć. Zaledwie dwa dni później, 20 sierpnia, radziecki patrol pochwycił Ungerna.
15 września, po sześciogodzinnym procesie, w którym oskarżycielem był Jemieljan Jarosławski, baron został skazany na śmierć przez rozstrzelanie. Jeszcze tego samego dnia wyrok wykonano w Nowonikołajewsku.
Dowiedziawszy się o jego śmierci, Bogda Chan rozkazał modlić się za jego duszę w całej Mongolii. Na pewno było to potrzebne.
Nie rehabilitowany.

## Małżeństwo
16 sierpnia 1919 roku z pobudek politycznych ożenił się z chińską księżniczką Ji z dynastii Qing. Ślub był prawosławny, a jego żona przyjęła imiona Jelena Pawłowna i nazwisko męża. Ungern regularnie przesyłał pieniądze do rodzinnego domu żony. Latem 1920 roku, ledwie rok później, rozwiódł się z żoną.

## Poglądy
Ungern był zagorzałym zwolennikiem starego, feudalnego porządku – z wściekłością reagował na idee liberalne i socjalistyczne. W sferze religijnej jego poglądy były bardziej skomplikowane – pozostając prawosławnym chrześcijaninem przyjął buddyzm. Jego uwielbienie dla ideałów Dalekiego Wschodu było bardzo nietypowe dla człowieka zachodniej kultury w tamtych czasach i stało się jedną z cegiełek, które stworzyły reputację „Szalonego Barona”.
Ungern był także zajadłym i fanatycznym antysemitą, oskarżając Żydów o bycie wiecznie obcym elementem, ciągle dążącym do osłabienia władzy.

## Reputacja
Średniego wzrostu blondyn, chudy i pozornie wątły, ale żelaznego zdrowia i energii, Ungern żyje wojną. Nie jest to oficer w powszechnie przyjętym znaczeniu tego słowa, jako że nie tylko nie zna najbardziej elementarnych przepisów i podstawowych zasad służby, ale nieustannie popełnia wykroczenia zarówno przeciwko dyscyplinie zewnętrznej, jak i wychowaniu wojskowemu – jest to typ partyzanta amatora, łowcy tropiciela śladów z powieści Mayne-Reida. Obszarpany i brudny, śpi zawsze na podłodze, wśród Kozaków z sotni, jada ze wspólnego kotła i mimo że wychowany w dostatku i komforcie, robi wrażenie człowieka, któremu zupełnie na nich nie zależy. Na próżno próbowałem przekonać go o konieczności zadbania przynajmniej o wygląd zewnętrzny.

Często się zdarzało, że siedział ze mną do czasu, aż przyszła moja żona lub inna dama. Po ich przybyciu starał się jak najszybciej pożegnać i wyjść; nie znosił towarzystwa kobiet.

Gdyby nam jutro doniesiono, że Ungern jest pod Irkuckiem lub u bram Pekinu, moglibyśmy tylko potwierdzić, że nie mamy pojęcia o miejscu jego pobytu i przyznać, że z tym diabelskim człowiekiem wszystko jest możliwe.